# Конрад III Старый
Конрад III Старый (пол. Konrad III Stary, нем. Konrad III. von Oels; 1354/1359 — 20/28 декабря 1412) — князь Олесницкий, Козленский, Бытомский и Сцинавский (1403—1412).

## Биография
Представитель силезской линии польской династии Пястов. Единственный сын Конрада II (1338/1340 — 1403), князя олесницкого (1366—1403), и Агнессы Цешинской (1338—1371).
Еще в 1377 году Конрад II назначил своего единственного сына и наследника, будущего Конрада III, своим соправителем.
В июне 1397 года Конрад вместе с отцом участвовал в съезде силезских князей с польским королем Владиславом Ягелло в Лубницах. В июле 1402 года Конрад II Олесницкий и его сын Конрад участвовали в съезде силезских князей во Вроцлаве.
В июне 1403 года после смерти своего отца Конрада II Конрад III унаследовал Олесницкое, Козленское, половину Бытомского и Сцинавского княжества. В декабре того же 1403 года Конрад III вместе с сыновьями Конрадом IV и Конрадом V выдал привилей в пользу горожан, позволяющий им наследовать земельные владения. В декабре 1404 года Конрад III вместе с сыновьями Конрадом IV и Конрадом V также подтвердил права и привилегии горожан в принадлежащей им половине Бытома.
В 1406 году князь Конрад III Олесницкий был посредником в споре короля Польши Владислава Ягелло с Тевтонским орденом из-за Дрезденко. В ноябре того же года Конрад Старый в роли посредника участвовал в заседании третейского суда в Гродкуве, рассматривая спор вдовствующей княгини Евфимии Опольской с племянниками.
В 1407 году городской совет в Гуре купил у князя Конрада Олесницкого наследственное войтовство и берет на себя полное управление над городом. В 1408 году Конрад Старый отправил своего сына Конрада VII в Кракове, где он был назначен пажом королевы Анны Цельской, но в следующем 1409 году Конрад VII покинул краковский королевский двор и уехал в Тевтонский орден.
В октябре 1409 года князь Конрад Старый вместе со старшим сыном Конрадом IV в качестве послов германского и чешского короля Вацлава IV Люксембургского были посредниками в мирных переговорах между Польшей и Тевтонским орденом в Быдгоще.
В 1410 году князь Конрад Олесницкий вместе со своим сыном Конрадом VII участвовал на стороне Тевтонского ордена в войне с Польско-Литовским государством и принимал участие в битве при Грюнвальде. В этом сражении Конрад VII Белый попал в польский плен. В 1411 году Конрад III со своим старшим сыном Конрадом IV участвовал в заключении Первого Торуньского мира с Польшей. В том же году Вацлав IV Люксембургский назначает князей Конрада III Олесницкого и Вацлава II Легницкого арбитрами в споре с князьями Опольскими.
В конце декабря 1412 года Конрад III Старый скончался. Олесницко-Козленское княжество унаследовали его старшие сыновья Конрад IV Старший и Конрад V Кацкий (действуя также от имени своих младших братьев Конрада VI Декана, Конрада VII Белого и Конрада VIII Младшего).

## Семья
Конрад Старый был женат на некой Гуте (ум. 1416/1419), происхождение которой неизвестно. От этого брака у него было пять сыновей и две дочери:
- Конрад IV Старший (1380/1386 — 1447), князь Олесницкий, Козленский, Бытомский и Сцинавский (1412—1416), епископ вроцлавский (1417—1447)
- Конрад V Кацкий (1381/1387 — 1439), князь Олесницкий (1412—1439), Козленский, Бытомский и Сцинавский (1412—1427)
- Конрад VI Декан (1387/1391 — 1427), князь Олесницкий, Козленский, Бытомский и Сцинавский (1416—1427), декан (управляющий епархиальным округом) во Вроцлаве (с 1414 года)
- Конрад VII Белый (ок. 1390—1452), князь Олесницкий и Сцинавский (1416—1427), Козленский и Бытомский (1416—1450), Олесницкий (1439—1450) и Сцинавский (1444—1450)
- Конрад VIII Младший (1397—1444/1447), князь Олесницкий, Козленский и Бытомский (1416—1427), Сцинавский (1416—1444), рыцарь Тевтонского ордена (с 1416 года)
- Евфимия (Офка) (1390/1400 — 1444), 1-й муж с 1420 года курфюрст Альбрехт III Саксонский (ум. 1422), 2-й муж с 1432 года князь Георг I Ангальт-Цербстский (ок. 1390—1474)
- Ядвига (ок. 1400—1447/1453), жена с 1423/1431 года Генриха IX Старшего, князя Глогувского (1388—1467).